# Yonderboi
Fogarasi László (Kaposvár, 1980. szeptember 14. – ) művésznevén Yonderboi magyar zenész.

## Életpályája
13 éves korában, 1993-ban kezdett el komolyabban foglalkozni az elektronikus zenével, de már kisgyerekként is játszadozott a hangokkal Commodore 64-esén.

### Korai évek
1998 áprilisában Pink Solidism nevű, a The Doors Riders On The Storm számának alapjaira épülő dala felkerült a Future Sound Of Budapest 2 albumra, ez volt az első hivatalosan megjelent Yonderboi szerzemény.
Majd kisvártatva, ugyanazon év nyarának végén, megjelent egy öt számot tartalmazó EP, Cinnamon Kisses EP címmel a Juice Records (Hungary) gondozásában, hanglemezen, korlátozott példányszámban. Később a The Doors feldolgozás és néhány szám erről az EP-ről nemzetközi válogatásokra is felkerült.

### Shallow and Profound
Ennek hatására 1999 elején felkérést kapott a német Mole Listening Pearls kiadótól egy önálló szerzői album elkészítésére. Az érettségi letétele utáni nyáron látott neki, az anyag ősszel készült el. Az album Shallow and Profound címmel jelent meg, és – teljesen váratlanul – nagy sikert aratott Európa szerte.

### A Yonderboi Quintet
A Shallow and Profound megjelenése után érkeztek a koncertfelkérések. Az első koncertjükön még csak 3 tagú volt a zenekar: Fogarasi, Zságer Balázs és Kutzora Edina Heidelbergben a Gecko klubban lépett fel. Az első magyarországi koncertet 2000 nyarán adták. Itt már öt tagot számlált a zenekar: időközben Kovács Andor gitáros és DJ Bootsie csatlakozott hozzájuk. Az együttes ebben a felállásban másfél-két évet turnézott, ez körülbelül 150 fellépést jelentett. Az utolsó koncertek egyikén Fogarasi megismerkedett a nagy sikerű holland DJ-producerrel, Junkie XL-el. Aki később hangmérnökként közreműködött a Splendid Isolation (2005) albumon.
2003-ban a Trevira Modern produkció látszott kissé feléledni, de csak egy Dakkaragada / Danubian Rhapsody című maxi erejéig.

### Splendid Isolation
Ezek után sok évi munka következett és egy sokat változott stílus. Ahogy Fogarasi nyilatkozta:
Próbálkozásait siker koronázta ismét. A számainak feléneklésére Yonderboi Szűcs Krisztiánt (Heaven Street Seven), egy-egy szám erejéig pedig Poniklo Imrét (Amber Smith) és Kutzora Edinát kérte fel, aki már az előző lemezen is közreműködött.
2005 nyarán Junkie XL Los Angeles-i stúdiójában elkészült a végleges keverés.
Az album 2005. október 24-én jelent meg.
Az első kislemez a Were You Thinking of Me? lett, 2005 novemberében került a közönség elé. Ez volt az első Yonderboi szám, melyhez a videóklipet maga Yonderboi rendezte.
Az album második kislemeze, a People Always Talk About The Weather, 2006-ban jelent meg, szintén saját rendezésű videóval.

## Művészneve
A Yonderboi nevet William Gibson Neurománc c. regényének egyik szereplőjétől kölcsönözte: Lupus Yonderboy egy Panther Modern nevű titokzatos zenekar vezetője. Fogarasi a nevet 15-16 éves korában választotta.

## Diszkográfia

### Albumok
- Shallow and Profound – 2000. január 17.
- Splendid Isolation – 2005. október 24.
- Passive Control – 2011. szeptember 23.

### Kislemezek
- Cinnamon Kisses EP – 1998.
- Pabadam – 2000. január 17.
- Were You Thinking Of Me? – 2005. november 2.
- People Always Talk About The Weather – 2006. október 27.

### Nem hivatalos albumok
- Rough And Rare – 2001.

### Interjú
- Yonderboi: A zene csak érzelmileg noszogat - 2010. május 8. Origo
- Yonderboi: A nemek közti háborút a nők nyerték - 2007. március 6. Origo

### Cikkek
- Nagy István: A sekély mélység titka - Hová tűnt Yonderboi? - Magyar Narancs, 2025. február 12.